# Pietrosella
Pietrosella település Franciaországban, Corse-du-Sud megyében. Lakosainak száma 2042 fő (2022. január 1.). Pietrosella Albitreccia, Cognocoli-Monticchi és Coti-Chiavari községekkel határos.

## Népesség
A település népességének változása:
| Lakosok száma | 118  | 738  | 864  | 1218 | 1368 | 1589 | 1685 | 1859 | 1945 | 2042 |
|               | 1968 | 1982 | 1990 | 2006 | 2013 | 2015 | 2017 | 2019 | 2020 | 2022 |